# Margodadi (Metro Selatan)
Margodadi is een bestuurslaag in het regentschap Metro van de provincie Lampung, Indonesië. Margodadi telt 2574 inwoners (volkstelling 2010).